# Dionne Brand
Pour les articles homonymes, voir Brand.
Dionne Brand (née le 7 janvier 1953) est une poète, romancière, essayiste et documentariste canadienne. Elle est la troisième poète lauréate de Toronto de septembre 2009 à novembre 2012. Elle reçoit l'Ordre du Canada en 2017 et remporte de nombreux autres prix prestigieux. 

## Biographie
Dionne Brand naît le 7 janvier 1953 à Guayaguayare, Trinité-et-Tobago. Elle est diplômée du Naparima Girls' High School de San Fernando, Trinidad, en 1970, et émigre au Canada. Là elle fréquente l'Université de Toronto et obtient un baccalauréat (anglais et philosophie) en 1975, puis une maîtrise (1989) de l'Institut d'études pédagogiques de l'Ontario (OISE),. Brand réside à Toronto (2018).  
Elle se présente ouvertement comme une lesbienne.  

## Carrière
Son premier livre, Fore Day Morning: Poems, paraît en 1978. Depuis lors, Brand publie de nombreux ouvrages de poésie, de fiction et de non-fiction, ainsi que des anthologies et travaille sur des films documentaires avec l'Office national du film du Canada,.  
Elle occupe plusieurs postes universitaires, notamment : 
- Professeur adjoint d'anglais, Université de Guelph (1992-1994)
- Professeure en études des femmes, Ruth Wynn Woodward, Université Simon Fraser
- Chercheuse invitée et écrivaine en résidence, Université Saint-Laurent, Canton, New York (2004-2005)
- Distinguée poète pour la chaire de poésie Ralph Gustafson, Vancouver Island University (2006)
- Professeure d'anglais à la School of English and Theatre Studies de l'Université de Guelph et titulaire d'une chaire de recherche universitaire.

En 2017, elle est nommée éditrice de poésie de McClelland & Stewart, un département d'édition de Penguin Random House Canada. Brand est également coéditrice de la revue littéraire torontoise Brick (en).  

## Œuvres
Brand explore les thèmes du genre, de la race, de la sexualité et du féminisme, de la domination masculine blanche, des injustices et des « hypocrisies morales du Canada ». Bien qu'elle soit souvent qualifiée d'écrivaine caribéenne, Brand s'identifie comme une « canadienne noire ».  
Elle contribue à de nombreuses anthologies, opposant aux meurtres violents d'hommes et de femmes noirs et au massacre de 14 femmes à Montréal, au racisme et aux inégalités, vécus par les femmes autochtones du Canada, notamment la mort d'Helen Betty Osborne (en) dans le Pas, Manitoba, Canada.

### A Map to the Door of No Return
Dans la pièce A Map to A Door of No Return (une carte vers la porte du non-retour), Dionne Brand explore les traumatismes intergénérationnels et la mémoire postérieure. En utilisant divers éléments, elle explore ses propres expériences autobiographiques et explique son concept de « la Porte du non-retour ». C'est l'espace dans lequel l'histoire des Noirs est perdue, en particulier lorsque des esclaves africains sont déplacés par la traite négrière atlantique. Brand définit cette Porte comme « cet endroit où nos ancêtres ont quitté un monde pour un autre, l'ancien monde pour le nouveau ». C'est un lieu aussi métaphorique que psychologique, aussi imaginaire que réel. Ce n'est pas une porte physique qui se trouverait à un seul endroit, mais plutôt une accumulation d'emplacements. Cependant, une porte peut causer un chagrin profond et douloureux aux membres de la diaspora, lorsqu'ils la visitent - par exemple, les grottes des esclaves au Ghana ou l'île de Gorée - ou lorsqu'ils y sont confrontés, comme Brand lorsqu'elle la survole et se sent tendue, submergée par ses pensées, ses sentiments et ses images. La Porte est un lieu où les débuts traçables sont laissés à l'entrée, puis oubliés et perdus dans la mémoire historique et familiale, comme le montre le grand-père de Brand, qui ne se souvient plus du nom du peuple ancestral auquel il appartient. En traversant la Porte, les gens perdent leur histoire, leur humanité et leurs ancêtres. Ce traumatisme, toujours ressenti par les Noirs aujourd'hui, est la perspective à partir de laquelle Brand se place pour explorer le concept. Brand décrit comment ses échanges avec son grand-père deviennent « mutuellement décevants » et entraînent l'éloignement, car il ne peut se souvenir du nom de leur tribu, des gens dont ils sont issus, donc de leur histoire familiale. Cette anecdote traite de l'insuffisance de la mémoire et de la façon dont elle est incroyablement limitée. La « fissure » qui s'ouvre entre son grand-père et elle, est parallèle à la « fissure entre le passé et le présent », cet espace dans la mémoire, représenté par la Porte du non-retour. Il y a une sorte de traumatisme historique et intergénérationnel associé à cette perte de mémoire, que les membres de la diaspora peuvent ressentir : « on ne revient pas dans la diaspora avec de bonnes nouvelles de la porte ».
Contrairement à la théorie de Franz Fanon, selon laquelle le moment charnière dans la vie des enfants noirs est le moment où ils entrent en contact avec le monde blanc et se trouvent confrontés à tout le poids de leur noirceur, l'éveil de Brand n'est pas lié au monde blanc. Le début de sa lutte intérieure pour trouver son appartenance et sa confiance en elle se situe dans un espace entièrement noir. Ce sentiment d'être incomplet est courant chez les Noirs de toute la diaspora et, comme le montre Brand, il est l'un des moteurs de son propre désir de connaître ses ancêtres. 
À l'instar de cette lutte pour se souvenir de ses ancêtres, Dionne Brand suggère que les individus noirs vivent une sorte de « double conscience » dont W. E. B. Du Bois parle dans The Souls of Black Folk (les âmes du folk noir). C'est l'idée de devoir comprendre différentes approches au cours de sa vie. 
Un autre thème que Brand explore dans A Map to the Door of No Return concerne la théorie et la pratique de la géographie. Dans ce texte, Brand fait référence à des cartes, des géographes et à la navigation (par exemple, la carte babylonienne, David Turnbull (en) et « way-Finding », Charles Bricker, l'Étoile du Nord et la Grande Ourse, etc.). Juxtaposant ces références à ses analyses et réflexions, elle déconstruit et remet en question les logiques qui fondent la géographie et les frontières, la façon dont la géographie est construite et saluée comme vraie ; l'importance que nous donnons aux origines alors que nous ne devrions pas, car les origines sont non seulement arbitraires, mais elles reproduisent également la violence de l'État-nation. 
Dionne Brand utilise avec audace et lyrisme le langage figuratif dans ce texte : l'eau, les portes, la radio et la mémoire. Elle crée un lien entre la forme et le contenu, ses mots imitant les images littérales de l'esclavage, dont elle est témoin lors de son voyage en Afrique : « La Porte jette un sort obsédant sur la conscience personnelle et collective de la diaspora ».

### Rivers Have Sources, Trees Have Roots
Dans Rivers Have Sources, Trees Have Roots (les rivières ont des sources, les arbres ont des racines, 1986), Brand et la co-auteure Krisantha Sri Bhaggiyadatta interviewent une centaine de personnes des communautés autochtones canadiennes, noires, chinoises et sud-asiatiques au sujet de leurs perceptions du racisme et de son impact sur leur vie. Les auteures critiquent l'existence et l'omniprésence du racisme, des disparités et de la résistance, affirmant qu'il existe deux thèmes où le racisme prévaut dans la vie des personnes interrogées : « le racisme culturel » et le fonctionnement structurel et institutionnel. 
Rivers donne à chaque individu l'occasion de parler de sa propre histoire et de celle de sa migration. Les personnes interrogées parlent de leur colère, de leurs ressentiments et se plaignent d'être traités comme différents et inférieurs. Brand voit le racisme comme un outil puissant pour censurer les voix d'opposition et n'est pas d'accord avec la conception d'un racisme isolé ou rare.  

### No Language Is Neutral
No Language is Neutral (Aucune langue n'est neutre) est publié en 1990. Ces 50 pages traitent des questions de l'immigration, de l'environnementalisme, de l'esclavage, de l'amour lesbien, de l'identité, du lieu et du corps féminin, le tout dans une perspective féministe noire. Le titre du livre indique que Brand converse avec des écrivains de la diaspora noire, dont Derek Walcott que Susan Gingell désigne comme son « ancêtre littéraire antithétique » et dont Brand combat la vision dans No Language is Neutral . Elle interpelle Walcott, qui, selon elle, croit que « la colonisation a apporté la civilisation et la culture ».  Elle se positionne comme l'antidote à Walcott : le « colonial noir »  qui, à travers la littérature, danse avec l'oppression au lieu de la combattre. Dans les Caraïbes, les ancêtres littéraires de Brand sont presque exclusivement masculins, par conséquent sa position dans No Language is Neutral revêt une importance particulière tout comme son interpellation de Walcott. 
L'éditeur Coach House Press recourt aux services de Grace Channer pour la couverture du livre. Cohérente avec la vision de Brand, Channer réalise une couverture qui représente les seins nus d'une femme caressée par un poing durci. Cette représentation joue avec la douceur de l'amour et du désir, mais le poing durci est là pour rappeler les difficultés politiques auxquelles Brand se confronte dans ce volume. Brand cite dans ses remerciements Ted Chamberlin, Michael Ondaatje et The Sisterhood au Toronto Black Women's Collective. No Language is Neutral est présenté par Michelle Cliff, Dorothy Livesay, Nicole Brossard et Betsy Warland . 
Des critiques tels que Winfried Siemerling saluent No Language is Neutral comme un « volume révolutionnaire »  pour sa désinhibition. A contrario, en 1991, d'autres critiques comme Ronald B. Hatch sont d'un avis opposé. Il affirme que le « matériel hautement provocateur » de No Language Is Neutral couplé à « l'anglais trinidadien » est « monotone » et manque d'« imagination ». Il dit que le défaut de No Language is Neutral est qu'il est « hautement formaliste » et « hautement rationaliste » Brand, ne se conforme à aucune de ces attentes. Son incorporation du patois dans ses poèmes en prose se poursuit bien au-delà de cet ouvrage. « No Language Is Neutral, s'est vendu à plus de 6 000 exemplaires, un nombre respectable, même avec une nomination aux Prix du Gouverneur général. » Aujourd'hui, il est adopté dans les programmes scolaires du Canada. 

### St. Mary Estate
L'expérience personnelle et la mémoire ancestrale irriguent sa nouvelle St. Mary Estate, dans Sans Souci et Other Stories, pp. 360–366,. La narratrice, accompagnée de sa sœur, revisite la plantation de cacao de leur enfance, en se rappelant les expériences passées de racisme et de honte. Elle s'attarde sur la maison d'été du bord de mer appartenant aux « riches blancs » qui est nettoyée par leur père, l'esclave surveillant. Sa colère contre la discrimination et la pauvreté est déclenchée par le souvenir des logements en carton mince avec des murs de journaux - des baraques - qui illustrent la dégradation physique, sociale et psychologique subie par les esclaves qui se sont vu refuser les droits humains fondamentaux et la liberté. 

### «This Body For Itself»
Dans This Body For Itself (Ce corps pour lui-même, 1994), dans Bread Out of Stone, Brand discute de la manière dont le corps féminin noir est représenté. Elle affirme que dans les textes écrits par des hommes, il est souvent décrit comme maternel ou virginal. Dans les textes écrits par des femmes, il est souvent décrit comme un protecteur et / ou une résistance au viol. Brand explique la raison de cette approche féminine. L'évitement de dépeindre les corps féminins noirs comme sexuels est dû à l'auto-préservation, car les corps féminins noirs sont souvent trop sexualisés dans leur représentation. Cependant, Brand fait valoir que cette auto-préservation est un piège, car le désir et la sexualité peuvent être une grande source de pouvoir. Les supprimer ne fait que réduire davantage le pouvoir féminin de s'approprier son propre désir. Elle écrit: « La stratégie la plus radicale du corps féminin pour lui-même est le corps lesbien avouant tout son désir et sa fascination pour lui-même » (p.108).

### Autres thèmes
D'autres sujets abordés dans les écrits de Brand concernent l'exploitation sexuelle des femmes africaines. Brand dit: « Nous sommes nées en pensant à voyager dans le passé ». Elle écrit: « Écoutez, je suis une femme noire dont les ancêtres ont été amenés dans un nouveau monde, couchés solidement attachés dans des navires. Quinze millions d'entre eux ont survécu au voyage, dont cinq millions de femmes ; des millions d'entre eux sont morts, ont été tués, se sont suicidés durant le voyage ». 
Brand a reçu de nombreux prix. L'écrivaine Myriam Chancy dit que Brand a démontré « qu'il était possible...de s'engager dans un travail personnel / critique qui nous lie en tant que femmes noires, tout en redécouvrant ce qui nous a été caché : notre héritage culturel, la langue de nos grands-mères, nous-mêmes ».

## Documentaires
Dionne Brand réalise plusieurs documentaires avec l'unité de production de films féministes de l'ONF, Studio D, de 1989 à 1996. Lorsque Studio D est critiqué pour son manque de diversité, Rina Fraticelli, la productrice exécutive de l'époque, crée un programme appelé New Initiatives in Film (NIF). C'est dans ce cadre que Brand s'associe à Ginny Stikeman (en) pour créer Sisters in the Struggle (1991), un « regard sur les femmes noires dans l'organisation communautaire, syndicale et féministe ». Cette œuvre fait partie de la trilogie Women at the Well qui comprend également Older, Stronger, Wiser (1989) et Long Time Comin (1991). La collaboration de Brand avec la productrice Stikeman devient la « marque de fabrique du NIF » qui offre une expérience de production dans divers studios régionaux à travers le Canada et au Studio D à Montréal. Le film de Brand, Older, Stronger, Wiser qui « présente cinq femmes noires parlant de leur vie dans les régions urbaines et rurales du Canada entre les années 1920 et les années 1950 », et Sisters in the Struggle, sont deux films différents, en rupture avec les films de survie du milieu des années 1980, et plutôt axés sur les problèmes locaux pour les femmes canadiennes.  
Brand ne manifeste aucun intérêt pour le cinéma jusqu'à ce qu'une occasion se présente de contribuer à un documentaire sur le racisme au Studio D. Une cinéaste blanche est responsable du projet et après l'avoir rencontrée pendant plusieurs jours, Brand décide qu'elle ne veut pas être partie prenante du film. Elle déclare au Studio qu'elle serait prête à « faire quelque chose pour les femmes noires, de leur point de vue », ce qui donne lieu à Long Time Comin.  
Brand dirige Listening for Something… Adrienne Rich and Dionne Brand in Conversation (1996), une lecture filmée et une discussion entre elle et l'écrivaine lesbienne américaine son aînée. Le film est réalisé pendant les périodes de turbulences du Studio D, alors en cours de démantèlement. Brand écrit également le scénario et le texte de Under One Sky… Arab Women in North America Talk About the Hijab.
Le travail documentaire de Brand s'oriente fréquemment sur le multiculturalisme et le pluralisme sexuel au Canada. Elle met en garde contre les images de multiculturalisme promues par l'État, affirmant que la véritable diversité signifie que les gens ont « un accès égal à une justice égale, des emplois égaux, une éducation égale ». Ayant critiqué le concept de « nation » comme notion de « laisser de côté » les femmes noires, Brand concentre une grande partie de son travail sur la représentation de ces communautés.  

## Réception critique
Les critiques des premiers travaux de Brand se concentrent sur l'identité nationale et culturelle des Caraïbes et la théorie littéraire des Caraïbes. Le poète et érudit barbadien Edward Kamau Brathwaite qualifie Brand de « notre première grande poète en exil ». L'académicien J. Edward Chamberlain la qualifie de « témoin final de l'expérience de la migration et de l'exil » dont « l'héritage littéraire est en quelque sorte véritablement antillais, un héritage de [Derek] Walcott, Brathwaite et d'autres ».  
Peter Dickinson soutient que « Brand re-territorialise les frontières de son écriture, (dé)place ou (dé)localise le récit national de la subjectivité...dans la diaspora du transculturel, race, genre, classification et identifications érotiques ». Dickinson nomme les transformations de Brand dans la conceptualisation des affiliations nationales et personnelles « la politique du lieu [qui] ne peut pas être séparée de la politique de production et réception ». La critique Leslie Sanders soutient que, dans l'exploration continue de Brand des notions d '« ici » et de « là », elle utilise sa propre « apatridie » comme véhicule pour entrer dans « l'expérience des autres » et « d'autres endroits »,. Pour reprendre les mots de Sanders, « en devenant écrivaine canadienne, Brand étend l'identité canadienne d'une manière que [Marshall] McLuhan reconnaîtrait et applaudirait ». Mais, dit Dickinson, « parce que le ici de Brand est nécessairement médiatisé, provisoire, évanescent - en un mot non localisable - son travail reste marginal / marginalisable dans les discussions académiques sur les canons littéraires canadiens ».  
Dans Redefining the Subject : Sites of Play in Canadian Women's Writing, Charlotte Sturgess suggère que Brand emploie un langage « à travers lequel l'identité émerge comme une construction mobile, donc discursive ». Sturgess soutient que « le travail de Brand utilise le langage de manière stratégique, comme un coin pour séparer les traditions, les formes et l'esthétique européennes ; pour les conduire à leurs propres frontières et contradictions ».  Sturgess dit que le travail de Brand est au moins à deux volets : il « souligne les liens durables du colonialisme au sein de la société contemporaine » et il « explore les possibilités mêmes de représentation noire des femmes dans l'espace culturel canadien », 
L'universitaire et théoricienne italienne Franca Bernabei écrit dans le préambule de Luce ostinata / Tenacious Light (2007), une anthologie italo-anglaise sélective de la poésie de Brand, que « la production poétique de Brand révèle une remarquable variété de stratégies formelles stylistiques et de richesse sémantique ainsi que la poursuite continue d'une voix et d'un langage qui incarnent son engagement politique, affectif et esthétique avec la condition humaine de la femme noire - et, plus exactement, tous ceux qui sont opprimés par le programme hégémonique de la modernité ». 
La Thames Art Gallery de Chatham qualifie le documentaire Sisters in the Struggle de Brand de « radical dans ses amplifications de la voix des femmes canadiennes noires, qui réfléchissent à l'héritage de l'intersection du racisme et du sexisme, parallèlement à leurs batailles personnelles dans l'organisation communautaire, syndicale et féministe ». 

## Militantisme
Brand est aussi une militante sociale. Elle est fondatrice du journal Our Lives, ancienne présidente du Comité des questions féminines de la Coalition des syndicalistes noirs de l'Ontario et travaille avec des organisations d'immigrants de Toronto,.  

## Prix et distinctions
- 1997 : Prix du Gouverneur général : poésie de langue anglaise et Prix du livre Trillium (en) pour Land to Light On (1997)[45]
- 2003 : Prix Pat Lowther pour Thirsty (2002)[45]
- 2006 : Prix du livre de la ville de Toronto pour What We All Long For (2005)[5]
- 2006 : Prix Harbourfront Festival en reconnaissance de sa contribution importante à la littérature
- 2006 : Membre des Académies des arts, des lettres et des sciences du Canada (anciennement la Société royale du Canada )[2]
- 2009 : Poète lauréate de Toronto[31]
- 2011 : Prix Griffin Poetry pour Ossuaries[46].
- 2015 : Doctorat honoraire de l'Université Thorneloe[47].
- 2017 : Diplôme honoraire de l'Université de Windsor[48].
- 2017 : Membre de l'Ordre du Canada (investie le 6 septembre 2018)[31],[49].
- 2019 : Prix Blue Metropolis Violet[50].

### Poésie
- (en) Fore Day Morning : Poems, Toronto, Khoisan Artists, 1978 (ISBN 0920662-02-1)
- (en) Earth Magic, Toronto, Kids Can Press, 1979 (ISBN 0-919964-25-7)
- (en) Primitive Offensive, Toronto, Williams-Wallace International Inc., 1982 (ISBN 0-88795-012-4)
- (en) Winter Epigrams and Epigrams to Ernesto Cardenal in Defense of Claudia, Toronto, Williams-Wallace International Inc., 1983 (ISBN 0-676-97101-6)
- (en) Chronicles of the Hostile Sun, Toronto, Williams-Wallace International Inc., 1984 (ISBN 0-88795-033-7)
- (en) Land to Light On, Toronto, McClelland & Stewart, 1997 (ISBN 0-7710-1645-X)
- (en) No Language is Neutral, Toronto, Coach House Press, 1990, McClelland & Stewart1998 (ISBN 0-88910-395-X et 0-7710-1646-8)
- (en) thirsty (lauréat du prix Pat Lowther Memorial 2003), Toronto, McClelland & Stewart, 2002, 72 p. (ISBN 0771016441, présentation en ligne)[51]
- (en) Inventory, McClelland & Stewart, 2006, 106 p. (ISBN 077101662X, présentation en ligne)
- (en) Ossuaries (lauréat du Prix canadien de poésie Griffin 2011), McClelland & Stewart, 2010, 128 p. (ISBN 0771017340, présentation en ligne)
- (en) The Blue Clerk: Ars Poetica in 59 Versos (finaliste pour le Canadian Griffin Poetry Prize, finaliste pour le prix Pat Lowther, finaliste des Prix du Gouverneur général), Duke University Press Books, 2018, 248 p. (ISBN 1478000066, présentation en ligne)

### Fiction
- (en) Sans Souci and Other Stories, Stratford, ON, Williams-Wallace, 1988 (ISBN 0-88795-072-8 et 0-88795-073-6)
- (en) In Another Place, Not Here, Toronto, Knopf Canada, 1996 (ISBN 0-394-28158-6)
- (en) At the Full and Change of the Moon, Toronto, Knopf Canada, 1999 (ISBN 0-394-28158-6)
- (en) What We All Long For, Toronto, Knopf Canada, 2005 (ISBN 978-0-676-97693-9)
- (en) Love Enough, Toronto, Knopf Canada, 2014 (ISBN 978-0-345-80888-2)
- (en) Theory, Toronto, Knopf Canada, 2018 (ISBN 9780735274235)

### Non-fiction
- (en) avec Krisantha Sri Bhaggiyadatta, Rivers have sources, trees have roots: speaking of racism, Toronto, Cross Cultural Communications Centre, 1986 (ISBN 0-9691060-6-8)
- (en) avec Lois De Shield, No Burden to Carry : Narratives of Black Working Women in Ontario, 1920s-1950s, Toronto, Women's Press, 1991 (ISBN 0-88961-163-7)
- (en) Imagination, Representation, and culture, 1994
- (en) avec Peggy Bristow, Linda Carty, Afua P. Cooper, Sylvia Hamilton et Adrienne Shadd, We're Rooted Here and They Can't Pull Us Up : Essays in African Canadian Women's History, Toronto, University of Toronto Press, 1994 (ISBN 0-8020-5943-0 et 0-8020-6881-2)
- (en) Bread Out of Stone : Recollections on Sex, Recognitions, Race, Dreaming and Politics, Toronto, Coach House Press 1994, Vintage 1998 (ISBN 9780735274235 et 0-676-97158-X)
- (en) A Map to the Door of No Return : Notes to Belonging, Toronto, Random House Canada, 2001 (ISBN 978-0-385-25892-0 et 0-385-25892-5)
- (en) A Kind of Perfect Speech : The Ralph Gustafson Lecture Malaspina University-College 19 octobre 2006, Nanaimo, Colombie-Britannique, Institute for Coastal Research Publishing, 2008 (ISBN 978-1-896886-05-3)

### Documentaires
- 1989 : Older, Stronger, Wiser, Dir. Claire Prieto, Assoc. Dir. Dionne Brand (Partie I, trilogie Women at the Well, produit par Office national du film du Canada, Office national du film du Canada, Studio D)
- 1991 : Sisters in the Struggle, Dirs. Dionne Brand et Ginny Stikeman (Partie II, Trilogie Women at the Well, produit par Office national du film du Canada, Office national du film du Canada, Studio D)
- 1991 : Long Time Comin, Dir. Dionne Brand, Perf. Faith Nolan et Grace Channer (Partie III, Trilogie Women at the Well, produit par Office national du film du Canada, Office national du film du Canada, Studio D)
- 1996 : Listening for Something : Adrienne Rich and Dionne Brand in Conversation, Dir. Dionne Brand (produit par Office national du film du Canada, Office national du film du Canada, Studio D)
- 1999 : Beyond Borders : Arab Feminists Talk About Their Lives...East and West, Dir. Jennifer Kawaja, Narr. Dionne Brand (produit par Office national du film du Canada)
- 1999 : Under One Sky : Arab Women in North America Talk About the Hijab, Dir. Jennifer Kawaja, Narr. Dionne Brand (produit par Office national du film du Canada)
- 2006 : Borderless : A Docu-Drama About the Lives of Undocumented Workers, Dir. Min Sook Lee, Narr. Dionne Brand (produit par Initiatives canadiennes œcuméniques pour la justice KAIROS)

### Anthologies éditées
- (en) avec Caroline Adderson et David Bezmozqis (éd.), The Journey Prize Stories : The Best of Canada's New Stories, Toronto, McClelland & Stewart, 2007 (ISBN 978-0-7710-9561-0)
- (en) The Unpublished City, Book Thug, 2017, 72 p. (ISBN 1771663731, présentation en ligne)

## Sources
- (en) avec Amin, Nuzhat et al., Canadian Woman Studies : An Introductory Reader, Toronto, Inanna Publications and Education Inc., 1999 (OCLC 607681021)
- (en) Libby Scheier, Sarah Sheard et Eleanor Wachtel (éd.), Bread out of Stone dans Language In Her Eye, Toronto, Coach House Press, 1990
- (en) No Language is Neutral, Toronto, Coach House Press, 1990, McClelland & Stewart1998 (ISBN 0-88910-395-X et 0-7710-1646-8)
- (en) avec Krisantha Sri Bhaggiyadatta, Rivers have sources, trees have roots: speaking of racism, Toronto, Cross Cultural Communications Centre, 1986 (ISBN 0-9691060-6-8)

- (en) Eva C. Karpinski et Ian Lea (éd.), St. Mary Estate dans Pens of Many Colours : A Canadian Reader, Toronto, Harcourt Brace Jovanovich Canada Inc., 1993, 425 p. (ISBN 077473146X)
- (en) Constance Rooke (éd.), International PEN (Centre Canada), Just Rain, Bacolet dans Writing Away : the PEN Canada Travel Anthology, Toronto,, McClelland & Stewart Inc., 1994, 365 p. (OCLC 863701135)
- (en) Kamboureli, Smaro, Making A Difference : Canadian Multicultual Literature, Toronto,, Oxford University Press, 1996

## Lectures complémentaires
- (en) Mary F Birkett, « Review of  Earth Magic, de Dionne Brand », School Library Journal, no 27.3,‎ 1980, p. 83
- (en) Raphael Dalleo, « Post-Grenada, Post-Cuba, Postcolonial : Rethinking Revolutionary Discourse dans Dionne Brand's In Another Place, Not Here », Interventions, International Journal of Postcolonial Studies, no 12.1,‎ 2010, p. 64-73
- (en) Peter Dickinson et Veronica Strong-Boag, In Another Place, Not Here': Dionne Brand's Politics of (Dis) Location dans Painting the Maple : Essays on Race, Gender, and the Construction of Canada, Vancouver BC, U of British Columbia Press, 1998, 290 p. (ISBN 0774806923, présentation en ligne), p. 113-129
- (en) Kaya Fraser, « Language to Light On : Dionne Brand and the Rebellious Word », Studies in Canadian Literature, no 30.1,‎ 2005, p. 291-308
- (en) Elena Machado Sáez, Market Aesthetics : The Purchase of the Past in Caribbean Diasporic Fiction, Charlottesville, University of Virginia Press, 2015 (ISBN 978-0-8139-3705-2, présentation en ligne), « Messy Intimacies : Postcolonial Romance in Ana Menéndez, Dionne Brand, and Monique Roffey »
- (en) McCallum, Pamela et Christian Olbey, « Written in the Scars : History, Genre and Materiality dans Dionne Brand's In Another Place, Not Here », Essays on Caribbean Writing, no 68,‎ 1999, p. 159-183
- (en) Quigley, Ellen, « Picking the Deadlock of Legitimacy : Dionne Brand’s Noise Like the World Cracking de Dionne Brand », Littérature canadienne, no 186,‎ 2005, p. 48-67
- (en) Russell, Catherine, « Review of Primitive Offensive par Dionne Brand », Quill et Quire, no 49.9,‎ 1983, p. 76
- (en) Saul, Joanne, « In the Middle of Becoming’ : Dionne Brand's Historical Vision », Études canadiennes sur les femmes, no 23.2,‎ 2004, p. 59–63
- (en) « Review of In Another Place, Not Here », World Literature Today,‎ 22 mars 1997 (lire en ligne)
- (en) Watts, Carl, « Dionne Brand : No Language Is Neutral », CanLit Guides, Vancouver Campus,‎ 24 mai 2018 (lire en ligne)